# Vormittag
Der Vormittag ist eine Tageszeit, welche zwischen Morgen und dem Mittag liegt. Seine Dauer ist nicht genau bestimmt.
In der Antike war die Dauer der Tageszeiten exakt festgelegt. Der Vormittag war das zweite Viertel des Lichttages; sowohl die Nacht als auch der Tag waren in je zwölf Temporalstunden eingeteilt, deren Länge sich im Jahresverlauf änderte. Der Vormittag umfasste den Zeitraum vom Anfang der vierten bis zum Ende der sechsten Tagesstunde und endete mit der Mittagszeit. Im alten Rom wurden die vier Tagesabschnitte, und somit auch Anfang und Ende des Vormittags (im Lateinischen ad meridiem), von Amtsdienern der Konsuln öffentlich ausgerufen. Das Stundengebet der Kirche übernahm die antike Tageseinteilung bei der Bezeichnung der Tagzeiten der Prim, Terz, Sext und Non, die jeweils zur ersten, dritten, sechsten und neunten Stunde der antiken Tageseinteilung gebetet wurden. 
Nachdem sich im Spätmittelalter die unveränderlichen Stunden im Alltag durchgesetzt haben, verlor die antike Tageseinteilung ihre Bedeutung, aber noch im 18. Jahrhundert wurde das zweite Viertel des lichten Tages als Definition des Vormittages angegeben, Pierers Lexikon von 1864 bemerkt dazu, es seien „… namentlich die letzten Stunden zunächst vor der Mittagszeit.“ Gelegentlich wurde Vormittag auch als Amtsbegriff für die Zeit von Mitternacht bis zur Mittagsstunde verwendet.
Das deutsche Wort „Vormittag“ ist erst im Spätmittelalter belegt. Das Mittelhochdeutsche kannte zunächst nur das Wort „Morgen“ für den gesamten Zeitraum vom Tagesanbruch bis zur Mittagszeit. Als Unterteilung des langen Zeitraumes wurde der Begriff „mitten mogen“ verwendet (belegt um 1200), der im Spätmittelhochdeutschen durch „vor mittag“ und im Hochdeutschen durch das heute gebräuchliche Kompositum „Vormittag“ ersetzt wurde.  
Der Vormittag ist typische Arbeitszeit. Gesellschaftliche Anlässe, die üblicherweise am Vormittag stattfinden, sind der sonntägliche Frühschoppen und die Matinee. Als literarisches Thema findet sich der Vormittag zum Beispiel bei Schiller (Körners Vormittag), Luise Mühlbach (Ein Vormittag in Sanssouci), Carl Jacob Burckhardt (Ein Vormittag beim Buchhändler) oder Martin Walser (Vormittag eines Schriftstellers). Clint Eastwood thematisierte die Tageszeit in seinem Film Begegnung am Vormittag von 1973. 
Die Redewendung „Auf einen guten Vormittag folgt ein schlechter Nachmittag“ will besagen, dass auf gute Zeiten oft schlechte folgen.